# Shaking the Tree
Albums de Peter Gabriel
Passion
(1989) Us
(1992)
Compilations de Peter Gabriel
Hit/Miss
(2003)
Singles
1. Solsbury Hill / Shaking the Tree
Sortie : 1990

Shaking the Tree: Sixteen Golden Greats est un album de compilation de Peter Gabriel. Il est sorti le 20 novembre 1990 sur le label Virgin Records.

## Présentation
Cette compilation regroupe les titres essentiels de la carrière du chanteur de 1977 à 1990. Cependant il ne contient aucun titre du deuxième album sorti en 1978 ni de Birdy la bande originale du film d'Alan Parker que Gabriel avait composé et sortie en 1985.
La plupart des titres ont des durées différentes des versions originales, souvent utilisées pour les vidéos ou raccourcis pour les sorties en singles et les diffusions en radios. Le titre "Here Comes the Flood" est un réenregistrement de 1990 dans une version piano-chant.
Cette première compilation remporte un grand succès et se vend très bien, obtenant de nombreux disque d'or (France, Nouvelle-Zélande) et de platine (Allemagne, Canada, voir double disque de platine (États-Unis, Royaume-Uni).

## Liste des titres
- Tous les titres sont signés par Peter Gabriel sauf Shaking the Tree qui est co-écrit avec Youssou N'Dour.

| No  | Titre                                                                    | de l'album                               | Durée |
| --- | ------------------------------------------------------------------------ | ---------------------------------------- | ----- |
| 1.  | Solsbury Hill                                                            | Peter Gabriel 1, 1977                    | 4:20  |
| 2.  | I Don't Remember (Version rééditée)                                      | Peter Gabriel 3, 1980                    | 3:48  |
| 3.  | Sledgehammer (Radio edit)                                                | So, 1986                                 | 4:55  |
| 4.  | Family Snapshot                                                          | Peter Gabriel 3, 1980                    | 4:25  |
| 5.  | Mercy Street (Version rééditée)                                          | So, 1986                                 | 4:43  |
| 6.  | Shaking the Tree (Duo avec Youssou N'Dour, titre inédit, remixé en 1990) | The Lion (album de Youssou N'dour), 1989 | 6:24  |
| 7.  | Don't Give Up (Duo avec Kate Bush, version rééditée)                     | So, 1986                                 | 5:55  |
| 8.  | San Jacinto                                                              | Peter Gabriel 4, 1982                    | 6:40  |
| 9.  | Here Comes the Flood (Nouvel enregistrement, 1990)                       | Peter Gabriel 1, 1977                    | 4:31  |
| 10. | Red Rain                                                                 | So, 1986                                 | 5:35  |
| 11. | Games Without Frontiers (Version rééditée)                               | Peter Gabriel 3, 1980                    | 3:57  |
| 12. | Shock the Monkey (Radio edit)                                            | Peter Gabriel 4, 1982                    | 1982  |
| 13. | I Have the Touch (remixé en 1983)                                        | Peter Gabriel 4, 1982                    | 3:44  |
| 14. | Big Time                                                                 | So, 1986                                 | 4:25  |
| 15. | Zaar (Version rééditée)                                                  | Passion, 1989                            | 2:58  |
| 16. | Biko (Version rééditée)                                                  | Peter Gabriel 3, 1980                    | 6:54  |

## Personnel

### Musiciens
| - Peter Gabriel: chant, chœurs, piano, synthétiseurs, programmation, percussion, surdo - Kate Bush: chant (7), chœurs (11) - Youssou N'Dour: chant, chœurs (6) - Tony Levin: basse (1, 3, 7 & 10), Chapman Stick (2, 8, 12 & 13), drumstick bass (14) - John Giblin: basse (4) - Larry Klein: basse (5) - Nathan East: basse (15) - David Rhodes: guitare électrique(2, 3, 4, 6, 7, 8, 10, 11, 12, 13, 14, 15 & 16), guitare acoustique (6), chœurs (10, 12 & 13) - Steve Hunter: guitare (1) - Robert Fripp: guitare (1 & 2) - John Ellis: guitare (8), chœurs (13) - Dave Gregory: guitare (4) - Daniel Lanois: guitare (10), surf guitar (14) - Habib Faye: guitare & basse (6) - Larry Fast: synthétiseurs (1, 4, 11, 12, 13 & 16), processing (2), Moog brass (8), synthétiseur basse (11), Moog (13) - Richard Tee: piano (5, 7) - Simon Clark: claviers (6), synthétiseurs (6, 7 & 14), orgue Hammond (14), chœurs (6) - George Acogny: synthétiseurs, sequencing, chœurs (6) - Roger Bolton: programmation (6) - Chris Hughes: Linn programmation (10) - Jimmy Bralower: Linn Kick (14) | - Alan Schwarztberg: batterie (1) - Jerry Marotta: batterie (2, 4, 8, 10, 11, 12 & 16), percussions (11), drumstick bass (14) - Manu Katché: batterie (3, 6 & 7) - Simon Philips: batterie (13) - Phil Collins: caisse claire (4), surdo (16) - Stewart Copeland: Hi-Hat (10), batterie (14) - Djalma Correa: surdo, gongas, triangle (5) - Hossam Ramzy: tambourin, cymbales, tabla, triangle (15) - Mahmoud Tabrizi Zadeh: kamenche (15) - David Furguson: screeches (16) - Wayne Jackson: trompette (3 & 14), cornet (14) - Guy Baker: trompette (6) - John Barclay: trompette (6) - Peter Beachill: trompette (6) - Mark Rivera: saxophone (3, 5 & 14) - Dick Morrissey: saxophone (4) - Phil Todd: saxophones (6) - Don Mikkelsen: trombone (3 & 14) - L. Shankar: doublin violin (15) - P. P. Arnold: chœurs (3 & 14) - Carol Gordon: chœurs (3 & 14) - Dee Lewis: chœurs (3 & 14) - Jill Gabriel: chœurs (8) - Peter Hammill: chœurs (12) |

Production
- Bob Ezrin (1)
- Peter Gabriel (2, 3, 5, 6, 7, 8, 9, 10, 12, 13, 14 & 15)
- Peter Walsh (2)
- Daniel Lanois (3, 5, 7, 10 & 14)
- Steve Lillywhite (4, 11 & 16)
- George Acogny (6)
- David Bottrill (6)
- David Lord (8, 12 & 13)

## Charts et certifications
| Pays             | Durée du classement | Meilleur classement |
| ---------------- | ------------------- | ------------------- |
| Allemagne        | 26 semaines         | 12e                 |
| Australie        | 6 semaines          | 41e                 |
| Autriche         | 2 semaines          | 26e                 |
| Canada           | 31 semaines         | 15e                 |
| États-Unis       | 28 semaines         | 48e                 |
| France           | 5 semaines          | 12e                 |
| Nouvelle-Zélande | 18 semaines         | 18e                 |
| Pays-Bas         | 17 semaines         | 14e                 |
| Royaume-Uni      | 18 semaines         | 11e                 |
| Suède            | 8 semaines          | 10e                 |
| Suisse           | 8 semaines          | 27e                 |

| Pays             | Certification | Ventes      | Date       |
| ---------------- | ------------- | ----------- | ---------- |
| Allemagne        | Platine       | 500 000 +   | 2007       |
| Canada           | Platine       | 100 000 +   | 15/01/1992 |
| États-Unis       | 2 × Platine   | 2 000 000 + | 24/06/1996 |
| France           | Or            | 100 000 +   | 1991       |
| Nouvelle-Zélande | Or            | 7 500 +     | 03/02/1991 |
| Pays-Bas         | Or            | 40 000 +    | 1991       |
| Royaume-Uni      | 2 × Platine   | 600 000 +   | 01/04/1997 |
| Suisse           | Or            | 25 000 +    | 1991       |